# رمونا بارچل
رمونا بارچل (انگلیسی: Remona Burchell؛ زادهٔ ۱۵ سپتامبر ۱۹۹۱) دونده زن اهل جامائیکا است.